# سیارک ۱۳۳۹۶
سیارک ۱۳۳۹۶ (به انگلیسی: 13396 Midavaine، نامگذاری:1999RU38) سیزده هزار و سیصد و نود و ششمین سیارک کشف شده‌است که در ۱۱ سپتامبر ۱۹۹۹ کشف شد.
قدر مطلق سیارک برابر ۱۳٫۸۰ است.